# Малая Пигма
Ма́лая Пи́гма (Пигмозе́рка, Телька) — река в России, протекает в Республике Карелия. Впадает в Онежское озеро. Длина реки составляет 34 км.(с учётом двух проточных озёр).
Начинается как Телька в заболоченной местности к юго-западу от станции Пергуба; речку пересекает ж/д линия Кондопога — Медвежья Гора, затем Телька принимает в себя безымянный приток, а перед самым впадением в Верхнее Пигмозеро — более крупный приток также с неустановленным названием. Длина Тельки — около 6 км. Продолжением становится Пигмозерка — протока длиной около 3 км, соединяющая крайнюю южную точку Верхнего Пигмозера с Нижним Пигмозером. Наконец, Малая Пигма длиной около 10 км обеспечивает сток из бассейна Нижнего Пигмозера; она петляет по заболоченной пойме и впадает в Уницкую губу Онежского озера на территории деревни Уница (единственный населённый пункт на протяжении всех трёх частей реки).
Телька протекает по Медвежьегорскому району, другие две части — по Кондопожскому.

## Данные водного реестра
По данным государственного водного реестра России относится к Балтийскому бассейновому округу, водохозяйственный участок реки — Бассейн Онежского озера без рр. Шуя, Суна, Водла и Вытегра, речной подбассейн реки — Свирь (включая реки бассейна Онежского озера). Относится к речному бассейну реки Нева (включая бассейны рек Онежского и Ладожского озера).
Код объекта в государственном водном реестре — 01040100612102000015549.